# Eremippus persicus
Eremippus persicus är en insektsart som beskrevs av Boris Petrovich Uvarov 1929. Eremippus persicus ingår i släktet Eremippus och familjen gräshoppor. Inga underarter finns listade i Catalogue of Life.